# SM-rechter
SM-rechter is een Vlaamse film geschreven en geregisseerd door Erik Lamens. De film is gebaseerd op het waargebeurde verhaal van voormalig Mechelse strafrechter Koen Aurousseau en zijn vrouw Magda Wolters van der Wey.
De film ging op 11 maart 2009 in première in de Vlaamse zalen. Hij duurt 90 minuten.

## Verhaal
Koen is rechter. Zijn vrouw Magda vertelt hem masochist te zijn en verzoekt hem haar pijn te doen. Schoorvoetend voldoet hij daaraan. Als hij ziet hoe zij opleeft, wordt hij ook enthousiaster. Ze gaan ook naar een sm-club, hoewel een collega Koen waarschuwt dat hij zo chantabel wordt. Om Magda's verdergaande masochistische behoeften te bevredigen, hebben ze ook contact met een meer ervaren Meester die bereid is daaraan te voldoen. Hij geeft er ook geld voor. Koen wordt ontslagen en aangeklaagd wegens mishandeling van zijn vrouw; ook wordt het vervoer van Magda (die geen rijbewijs heeft) bestempeld als aanzet tot prostitutie, waarbij Koen verweten wordt een soort souteneur te zijn.

## Rolverdeling
| Acteur            | Personage                |
| ----------------- | ------------------------ |
| Gene Bervoets     | Koen Allegaerts          |
| Veerle Dobbelaere | Magda De Herdt           |
| Sofia Ferri       | Jonge Iris               |
| Axel Daeseleire   | Marcel                   |
| Dirk Van Dijck    | Fred Wolters             |
| Marie Vinck       | Iris Allegaerts          |
| Koen Van Impe     | Procureur Versandt       |
| Tom Waes          | Dominant P               |
| Barbara Sarafian  | Tv-presentatrice         |
| Michael Pas       | Advocaat                 |
| Carry Goossens    | Raadsheer Hof van Beroep |
| Geoffrey Matyn    | Ambulancier 1            |
| Maarten Stuyeart  | Ambulancier 2            |

## Festivals en prijzen
De film ging internationaal in première in Montreal (september 2009).
Op het Fetisch Film Festival in Kiel (Duitsland, 2009) kaapte de film de 3 hoofdprijzen weg: Best Film of the Year, Best Actor (Gene Bervoets) en Best Actress (Veerle Dobbelaere).
Op het CineKink filmfestival in New York (2010) behaalde de film de Audience Choice Award for Best Narrative Feature (of kortweg: de publieksprijs). De publieksprijs was de enige prijs in de categorie langspeelfilm. De publiekswaardering was uitzonderlijk hoog en een record voor de 7 edities van Cinekink.
Op het Rome Independent Film Festival (2010) werd de film bekroond met een Special Mention of the Jury.